# Magnus Höggren
Magnus Höggren, född 31 juli 1978 i Nederluleå församling, död 14 september 2023 i Luleå, var en svensk musiker (basist). Han spelade i Refused från och med januari 1996 till januari 1997. Hans enda skivmedverkan med bandet var på EP-skivan Rather Be Dead (1996), där han spelade bas på låten "Jag äter inte mina vänner". Låten framfördes av Refused tillsammans med Thomas Di Leva. Den finns även utgiven på samlingsskivan The E.P. Compilation (1997).
Efter Refused gick Höggren över till att spela bas i Breach, med vilka han spelade på skivorna Venom (1999) och den självbetitlade 7"-singeln Breach.
Höggren arbetade även som art director i Luleå.

### Fotnoter
1. ↑  ”Magnus Höggren”. Svensk filmdatabas. https://www.svenskfilmdatabas.se/sv/Item/?type=person&itemid=289897. Läst 19 januari 2012.
2. ↑  Familjesidan.se
3. ↑  ”Magnus Höggren”. Refusedfan.com. Arkiverad från originalet den 19 januari 2012. https://web.archive.org/web/20120119170950/http://www.refusedfan.com/oldmembers.html. Läst 19 januari 2012.
4. 1 2  ”Magnus Höggren”. Discogs.com. http://www.discogs.com/artist/Magnus+H%C3%B6ggren. Läst 19 januari 2012.
5. ↑  ”Magnus Höggren”. About.me. http://about.me/mhog. Läst 19 januari 2012.